# Списак Океанида
Ово је списак Океанида, кћерки титана Океана из грчке митологије, према Хесиоду, Паусанији, Хигину и другим ауторима: 
|  |  |  |  |  |  |  |  |  |  |  |  |  |  |  |  |  |  |  |  |  |  |  |  |  |  |  |  |  |  |

### А
- Адмета
- Азија
- Акаста
- Амалтеја
- Амфиро
- Амфитрита
- Аргија
- Астеропа

### Б
- Бероја (познате су две Океаниде са овим именом)
- Болба

### Г
- Галаксаура

### Д
- Даејра
- Диона
- Додона
- Дорида

### Е
- Евагорида или Еуагорида
- Електра
- Етра
- Еудора
- Еуринома (познате су две Океаниде са овим именом)
- Еуропа
- Ефира

### З
- Зеуксо

### И
- Идија

### Ј
- Јаха
- Јанира
- Јанте

### К
- Калипсо
- Калироја
- Камарина
- Кафира
- Керкеида
- Кето
- Клеодора
- Климена (познате су две Океаниде са овим именом)
- Клио
- Клитија
- Крокала
- Ксанта

### Л
- Леука
- Леукипа
- Либија
- Лиситеја

### М
- Мелија (познате су две Океаниде са овим именом)
- Мелибеја (познате су две Океаниде са овим именом)
- Мелита
- Мелобосис (или Мелобосида)
- Менесто
- Менипа
- Меропа
- Метида

### Н
- Неда
- Немеза (Немезис или Немезида)
- Нефела (познате су три Океаниде са овим именом)

### О
- Окироја

### П
- Парегор
- Паситоја
- Пасифаја
- Пејто
- Перибеја
- Перса
- Персеида
- Петреја
- Плексаура
- Плејона
- Плуто
- Полидора
- Поликсо
- Примно
- Проноја
- Псекада

### Р
- Ранида
- Родија
- Родопа

### С
- Стикс
- Стилбо

### Т
- Телесто
- Тиха
- Тоја

### У
- Уранија

### Ф
- Фајно
- Фијала
- Филира

### Х
- Хагно
- Харикло
- Хесиона
- Хијала
- Хипо
- Хрисеида